# Cretanaides trogopterus
Cretanaides trogopterus är en skalbaggsart som beskrevs av Nikolajev 1996. Cretanaides trogopterus ingår i släktet Cretanaides och familjen Hybosoridae. Inga underarter finns listade i Catalogue of Life.